# Kwintet fortepianowy
Kwintet fortepianowy – rodzaj w muzyce kameralnej, który przypuszczalnie narodził się jako „substytut orkiestry”: w prywatnych salonach bądź niewielkich salach koncertowych, do których nie zmieściłaby się orkiestra, pianiści wykonywali bowiem koncerty fortepianowe z towarzyszeniem zazwyczaj kwartetu smyczkowego.
Wiadomo, że tak właśnie ćwiczył Fryderyk Chopin przed swoimi koncertami publicznymi w Warszawie. W liście z 31 VIII 1830 roku pisał do Tytusa Woyciechowskiego: ...już w tym tygodniu mam cały Koncert [e-moll] próbować w kwartecie, dlatego żeby najprzód ten kwartet mógł się porozumieć ze mną – trochę oswoić, bez czego, Elsner powiada, że próba z orkiestrą od razu nie przyszłaby do ładu. Po dwóch tygodniach (19 IX) raz jeszcze zawiadamiał przyjaciela: Próbowałem zeszłej środy mój Koncert w kwartecie. (...) Jak się wyda z orkiestrą, napiszę Ci w przyszły tydzień, bo w tę środę spróbuję. Jutro jeszcze raz w kwartecie chcę zrobić.
W okresie późnego klasycyzmu i wczesnego romantyzmu w skład kwintetu fortepianowego wchodziły: fortepian, skrzypce, altówka, wiolonczela i kontrabas. Taką instrumentację posiadają m.in. kwintety fortepianowe J.N. Hummla, F. Riesa, F. Limmera, a także najsławniejszy z nich „Kwintet fortepianowy A-dur” Pstrąg F. Schuberta. Później instrumentarium kwintetu ustaliło się jako fortepian + kwartet smyczkowy. Pierwszym wybitnym utworem tego typu był „Kwintet fortepianowy Es-dur” Roberta Schumanna. Inne XIX-wieczne najpopularniejsze kwintety fortepianowe skomponowali Johannes Brahms – Kwintet fortepianowy f-moll, Antonín Dvořák – dwa kwintety w tonacji A-dur (wczesny i dojrzały), César Franck – Kwintet fortepianowy f-moll, Gabriel Fauré – dwa kwintety: d-moll i c-moll.
W XX wieku kwintetów fortepianowych powstało znacznie mniej. Najpopularniejszy skomponował Dmitrij Szostakowicz – Kwintet fortepianowy g-moll, który wykonał po raz pierwszy osobiście z Kwartetem smyczkowym im. Beethovena w 1940 roku w Moskwie (za utwór ten otrzymał Nagrodę Stalinowską).
Najstarszy grywany dzisiaj polski kwintet fortepianowy skomponował Juliusz Zarębski (Kwintet fortepianowy g-moll), w 1885 roku (utrwalony po raz pierwszy na płytach w 1965 roku przez Warszawski Kwintet Fortepianowy dla Polskich Nagrań), i jest to bodaj najwybitniejszy polski utwór kameralny w XIX wieku (rywalizować może z nim co najwyżej Trio fortepianowe Chopina). W XX wieku kwintety fortepianowe komponowała Grażyna Bacewicz (1952, 1965 – skomponowany specjalnie dla Warszawskiego Kwintetu Fortepianowego, a prawykonany w Salzburgu) i Krzysztof Meyer (1991).